# الطريق الصحيح (فلم)
الطريق الصحيح فيلم مغربي من إنتاج قناة 2M سنة 2005 للمخرج عبد الكريم الدرقاوي.

## القصة
تدور أحداث الفيلم بمدينة الدار البيضاء عن موضوع تهريب الملابس، من خلال قصة «الحاج الصقلي» البرلماني الذي يملك مصنعا للملابس ويعتمد في تسييره على الشاب «جمال» الذي كان يعتمد أكثر في تسييره على الأوضاع الاجتماعية للمصنع وأوضاع العمال به مقارنة بمجهوداته لإبعاد شبكات التهريب في المدينة بقيادة «بوشعيب» التاجر، فيعتمد في صراعه معه على العاملة في المصنع «فوزية» التي تنافس ابنة الحاج القنصلي «نوال» على قلب جمال، حيث ترسل فوزية أخيها لكي يصور المجرمين مقابل أن تساهم معه في الأموال لكي يهاجر لأوروبا.

## بطولة
- ثريا العلوي
- محمد خيي
- سعيد باي
- محمد مجد
- زكرياء عاطفي
- الشاب نوفل.

## الطاقم
- إخراج: عبد الكريم الدرقاوي
- سيناريو: ياسين بوهوش